# 克里斯·德雷珀 (冰球运动员)
克里斯·德雷珀（英語：Kris Draper，1971年5月24日—），加拿大男子冰球运动员，场上位置是前锋。他曾代表加拿大国家队参加2006年冬季奥林匹克运动会冰球比赛，获得第七名。